# オーティス・ラッシュ
オーティス・ラッシュ（Otis Rush、1935年4月29日 - 2018年9月29日）は、アメリカ合衆国ミシシッピ州フィラデルフィア出身のシンガーソングライター、ギタリスト。50年代のシカゴにおいてバディ・ガイ、マジック・サムらとともに、リード・ギターを前面に打ち出した、新たなシカゴ・ブルースのサウンドを切り開いた。その斬新なサウンドは、当時ウェスト・サイド・サウンドと称された。
2011年、「ローリング・ストーンの選ぶ歴史上最も偉大な100人のギタリスト」において第53位。

## 概要
左利きながら、右利き用に弦を張ったギターを逆向きに持って弾くユニークなスタイルを持つ。同様のスタイルには、有名なところではアルバート・キングがいる。通常の弦の配列に比べて、より高音弦でのチョーキングがしやすいと言われている。
コブラ・レコードに残した初期の録音、"All Your Love"や"Double Trouble"などは彼の代表曲となっている。ロックのギタリストを中心に、影響を受けたミュージシャンは多い。エリック・クラプトンも大きな影響を受けた一人で、ジョン・メイオール&ザ・ブルースブレイカーズ時代に"All Your Love"を、またソロになってから"Double Trouble"、"Groaning The Blues"をカヴァーしている。スティーヴィー・レイ・ヴォーンは、バンド名をオーティスの曲名から「Double Trouble」と名付けている。意外な所ではエアロスミスが"All Your Love"をカバーしている。
ギターのチョーキングとビブラートが特徴的。彼はレコーディングの機会に恵まれていたとは言い難く、実力のわりには作品は少ない。2004年に脳梗塞で倒れ、以来リハビリを行っていたが、2018年9月に公式サイトを通じて死が発表された。日本人の妻をもち日本でも人気が高い。

## 来歴
8歳の頃ギターを始める。1956年、コブラ・レコードより"I Can't Quit You Baby"でデビュー。この曲は、レッド・ツェッペリンのカヴァーで有名である。1958年まで同レーベルで計16曲をレコーディングをした。コブラの作品は、ラッシュは殆どギャラを手にすることはなかったという。レーベルも1959年には倒産した。
続いてラッシュは、チェスの扉を叩く。しかし、ここでは1960年1月の1セッションで8曲が吹き込まれ、2枚のシングルがリリースとなった。チェスのセッションでは名作"So Many Roads"が生まれている。1969年には、編集盤アルバム「Door To Door」にこれらのシングル2枚を含む計6曲が収録された。
ラッシュが次にレコーディングをしたのは、1962年のデューク・レーベルでのセッション。しかし、ここでもシングル"Homework"1枚のリリースに終わる。この曲は、後にJ・ガイルズ・バンドが取り上げるなどして幅広く知られるようになった。ラッシュ自身も1994年のアルバム「Ain't Enough Comin' In」で再演している。
1966年にはヴァンガードのセッション、またヨーロッパのアメリカン・フォーク・ブルース・フェスティバルにも参加するなどした。1969年には、エレクトリック・フラッグのマイク・ブルームフィールド、ニック・グラヴェナイティスのプロデュースの下、初のアルバム「Mourning In The Morning」のレコーディングを行った。ソウルの名門スタジオ、アラバマ州マッスルショールズのフェイムでレコーディングされ、ロック、ソウルのテイストを大胆に盛り込んでいる。
1971年、アルバム「Right Place, Wrong Time」のレコーディング・セッションをサンフランシスコで行うが、レコード会社のキャピトルはでき上がった作品をお蔵入りにした。この作品が日の目を見るのはレコーディングから5年も経ってからであった。オーティスが版権を買い取り、1976年、米国ではブルフロッグ・レコード、日本ではPヴァインがリリースした。
1970年代は他にデルマークなどから発表している。1975年には「第3回ブルース・フェスティバル」出演のために初来日。このときに、のちの夫人となるマサキと出会う。1970年代末から1980年代前半にかけて、オーティスの活動は減速していく。スタジオ作は1978年のヨーロッパ・ツアー中にレコーディングした「Troubles Troubles」を最後にしばらく遠ざかってしまう。演奏活動のペースも落ちて行った。
そんなオーティスが再び活動を活発化させたのは1985年のこと。同年、米国ツアー中にレコーディングしたライブ・アルバム「Tops」は、彼の復活を感じさせるには充分の内容だった。翌、1986年には11年ぶりの来日公演が実現。日本を代表するブルース・バンド、ブレイクダウンと全国6都市を回った。ツアーはするようになったものの、その後もスタジオ作はなかったオーティスだが、1994年、16年ぶりとなる「Ain't Enough Comin' In」をリリース。1998年には続くスタジオ作「Any Place I'm Going」をリリースし、同作は第41回グラミー賞で最優秀トラディショナル・ブルース・アルバム賞を受賞した。しかし、以後再び新作からは遠ざかっており、最終的にはこれが最後のスタジオ作となった。
2004年初頭に脳梗塞で倒れた。その直後の2004年春のブルース・カーニバル公演へは、リード・ギタリストにカルロス・ジョンソンを立てて来日した。しかし、以後は後遺症から演奏活動の停止を余儀なくされている。
2007年12月には、生誕の地、ミシシッピ州フィラデルフィア建てられた自身の記念碑の除幕式に出席。演奏こそしなかったものの、久々に公の場に姿を現した。
2016年6月12日、シカゴ・ブルース・フェスティバル最終日のグランド・ファイナルは、「オーティス・ラッシュ・トリビュート」と銘打たれ、ステージが始まる前にシカゴ市長がこの日をオーティス・ラッシュ・ディに認定。マサキ夫人に付き添われオーティスが登場。車椅子に乗ってはいるものの、元気な姿を見せた。ステージはオーティスの往年の曲をJimmy Johnson, Abb Locke, Brian Jones, Carl Weathersby, Bob Stroger, Sumito Ariyoshi, Big Ray, Eddy Clearwater, John Kattke, Mike Welch, Rawl Hardman, Harlan Terson, Bob Levis, Billy Flynn, Mike Wheeler, Lurrie Bell, Shun Kikuta, Mike Ledbetter, Eddie Shaw, Sam Burton, Willie Henderson, Diane Blue, Ronnie Earl, Anthony Palmer, Kenny Anderson, Leon Allen, Henry Ford & Willie Woodsというシカゴのブルースマン多数が参加したトリビュート・バンドが演奏。また演奏こそしなかったものの、ステージ袖にはBuddy Guy, Ronnie Baker Brooks, Billy Branch, Eddie Shawらオールスターが顔を揃えた。

## ディスコグラフィ

### オリジナル・アルバム
- 1969年 『モーニング・イン・ザ・モーニング』 - Mourning In The Morning (Cotillion)
- 1974年 Screamin' And Cryin' (Black And Blue)
- 1975年 『コールド・デイ・イン・ヘル』 - Cold Day In Hell (Delmark)
- 1976年 So Many Roads (Delmark)（初来日公演ライヴ盤。日本では「BLUES LIVE!」として発売）
- 1976年 『ライト・プレイス・ロング・タイム』 - Right Place, Wrong Time (Bullfrog)
- 1978年 Troubles Troubles (Sonet)
- 1989年 『トップス』 - Tops (Blind Pig)
- 1989年 Blues Interaction -Live In Japan1986- (P-Vine)
- 1994年 『エイント・イナフ・カミン・イン』 - Ain't Enough Comin' In (This Way Up)
- 1998年 Any Place I'm Going (House Of Blues)
- 2005年 All Your Love I Miss Loving - Live at the Wise Fools Pub, Chicago (Delmark)
- 2006年 Live and From San Francisco (Blues Express)
- 2009年 Chicago Blues Festival 2001 (P-Vine)

### 編集盤など
- 1969年 『ドア・トゥ・ドア』 - Door To Door (Chess)（アルバート・キングとのカップリング）
- 2002年 Good 'Uns - The Classic Cobra Recordings 1956-1958 (Westside)
- 2003年 I Can't Quit You Baby - The Cobra Sessions 1956-1958 (P-Vine)
- 2006年 Live At Montreux 1986 (Eagle Rock Entertainment) （エリック・クラプトン、ルーサー・アリソンとのジョイント）

### シングル
- 1956年 I Can't Quit You Baby / Sit Down Baby (Cobra 5000)
- 1956年 My Love Will Never Die / Violent Love (Cobra 5005)
- 1957年 Groaning The Blues / If You Were Mine (Cobra 5010)
- 1957年 Jump Sister Bessie / Love That Woman (Cobra 5015)
- 1957年 She's A Good 'Un / Three Times A Fool (Cobra 5023)
- 1958年 Checking On My Baby / It Takes Time (Cobra 5027)
- 1958年 Double Trouble / Keep On Loving Me Baby (Cobra 5030)
- 1958年 All Your Love (I Miss Loving) / My Baby's A Good Un (Cobra 5032)
- 1960年 So Many Roads So Many Trains / I'm Satisfied (Chess 1751)
- 1960年 You Know My Love / I Can't Stop Baby (Chess 1775)
- 1962年 Homework / I Have to Laugh (Duke 356)
- 1969年 Gambler's Blues / You're Killing My Love (Cotillion 44032)

### DVD
- 2003年 Live Part One (Blues Express)